# Grzegorz Rasiak
Grzegorz Rasiak (Szczecin, 1979. január 12. –) lengyel válogatott labdarúgó. 2002 óta tagja a lengyel válogatottnak.

## Külső hivatkozások
- Grzegorz Rasiak a 90minut.pl
- Grzegorz Rasiak pályafutásának statisztikái a Soccerbase oldalon (angolul)